# Anton von Prokesch-Osten
Anton von Prokesch-Osten (Graz, 10 de diciembre de 1795-Viena, 26 de octubre de 1876) fue un diplomático, estadista y general austríaco.

## Biografía

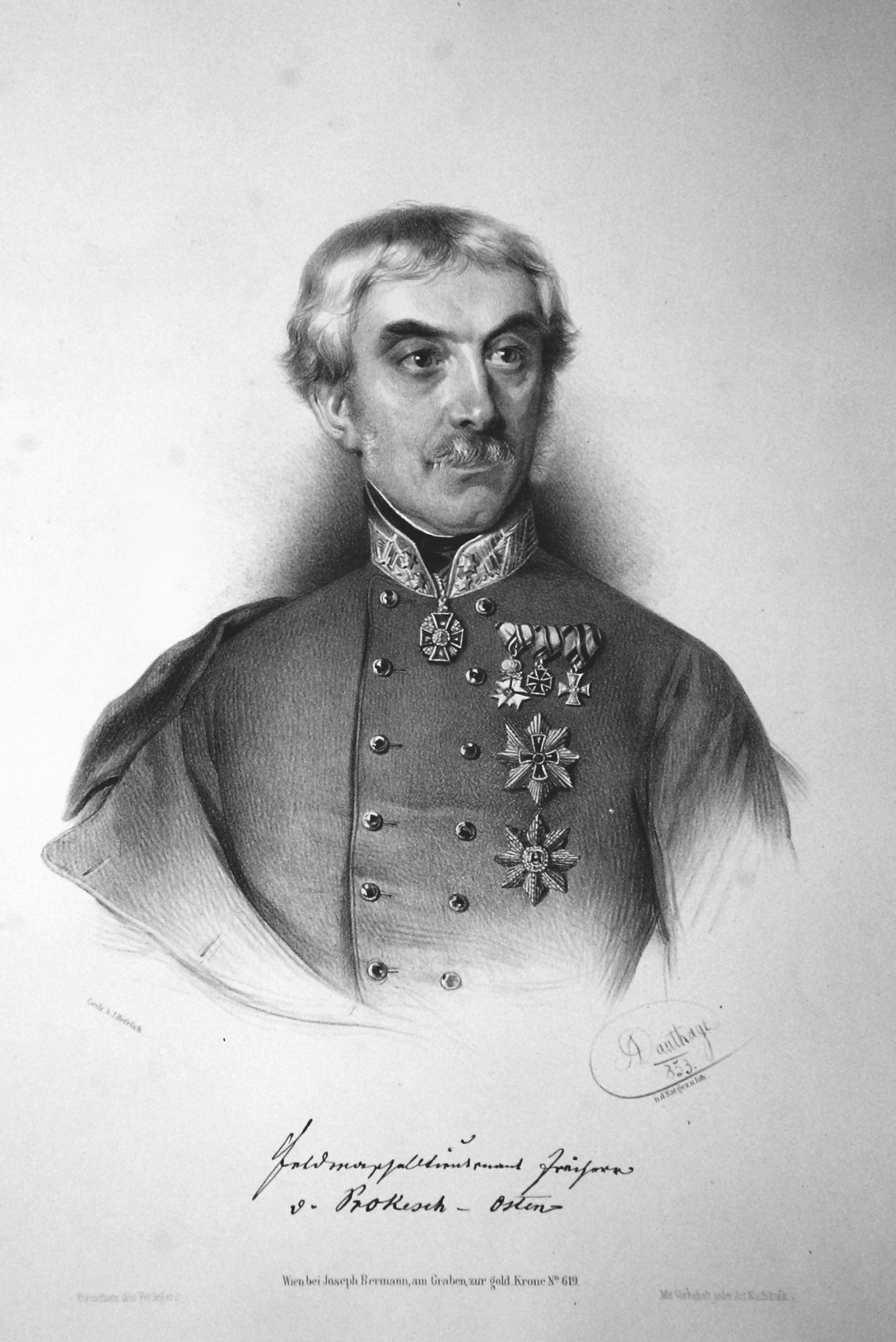
Anton von Prokesch-Osten en 1853

Anton von Prokesch fue uno de los diplomáticos austríacos más notables del siglo XIX. Su carrera como soldado se vio marcada por su participación en las Guerras Napoleónicas entre 1813 y 1815. En 1824 fue asignado como observador de numerosos conflictos armados, particularmente en Medio Oriente, luego de unirse al cuerpo diplomático por invitación de Klemens von Metternich. Sus servicios en esta región resultaron en su condecoración con el título de Ritter von Osten (Caballero de Oriente). Fue embajador austríaco en Atenas desde 1834 hasta 1849.
Luego de las revoluciones burguesas, especialmente aquellas de la tercera oleada revolucionaria en 1848, Anton von Prokesch fue designado como embajador en Berlín por Félix de Schwarzenberg a fines de restaurar la influencia austríaca en la entonces Confederación Germánica. No obstante, al enterarse de la intención del rey Federico Guillermo IV de conformar un Imperio alemán en favor de Prusia, Anton von Prokesch comprendió la imposibilidad de conciliar los intereses austríacos con los del reino de Prusia, que gracias a su alto nivel de industrialización se posicionaba como el estado con mayor influencia dentro de la Confederación. Sus ideas conservadoras y en favor del papel predominante de Austria como potencia debilitaron su popularidad en Berlín y, en 1853, fue enviado a Frankfurt como representante austríaco en la Dieta Federal. Durante los años posteriores, Anton von Prokesch se vería obstruido por su colega prusiano, Otto von Bismarck, con gran influencia como canciller prusiano. 
En 1855, Anton von Prokesch fue nombrado internuncio y después embajador en el imperio otomano, donde permaneció hasta 1871, cuando finalizó su carrera diplomática y se convirtió en miembro de la Academia de Ciencias de Berlín.
Falleció el 26 de octubre de 1876 en Viena. El arquitecto Theophil von Hansen es el autor del mausoleo construido sobre su tumba en el cementerio de St. Leonhard, Graz.

## Títulos, órdenes y empleos

### Títulos
- Conde (Graf)

- Caballero (Ritter)

### Órdenes
- Caballero gran cruz de la Real Orden de San Esteban (Imperio austrohúngaro, 1869)[6]
- Caballero gran cruz de la Orden imperial de Leopoldo (Imperio austríaco, 1851)[7]
- Comendador de la Orden del Redentor. (Reino de Grecia, 1835)[8]

### Empleos
- Miembro de la Casa de los Señores (Imperio austrohúngaro)[9]
- Miembro de la Academia Imperial de Ciencias de Viena.[10]
- Miembro correspondiente de la Academia de Ciencias de Budapest.[11]
- Mariscal de campo
- Consejero íntimo actual del Emperador de Austria (1850)[12]